# 愚かな金持ちの譬え (レンブラント)
『愚かな金持ちの譬え』（おろかなかねもちのたとえ、蘭: De rijkaard uit de gelijkenis van de rijke dwaas、英: The Parable of the Rich Fool）、または『両替商』（りょうがえしょう、英: The Money Changer） は、17世紀オランダ黄金時代の巨匠レンブラント・ファン・レインが1627年にオーク板上に油彩で制作した絵画である。レンブラント初期の作品で、新約聖書中の「愚かな金持ちの譬え」を描いており、モデルはレンブラントの父といわれている。作品は、ベルリン絵画館に所蔵されている。

## 主題
本作の主題は、新約聖書の「ルカによる福音書」(12:13-21) に記述されている「自分のために富んでも、神の前に豊かにならない者」である。レンブラントは、この人物を体現する老人を狭苦しい仕事場で書物と帳簿、そして膨れた財布の山積する机に向かう姿で描いている。聖書との関連は、ヘブライ語らしき文字と老人の衣服によってわずかに示唆されている。この衣服は古代のものではないが、ベレー帽、挽石式と呼ばれる襞襟、外套という不調和な取り合わせは、当時の鑑賞者には「古代風」に移ったことであろう。
老人は、右手に持った硬貨を眼鏡越しに眺めており、その右手が部屋を照らす光源のロウソクを鑑賞者の視線から遮っている。夜景を選択していることで、老人の富に対する執着を強調すると同時に、「愚かな者よ、今夜、お前の命は取り上げられる、お前が用意した物は、いったいだれの物になるのか」という神の宣告を示唆している。

## 作品
レンブラントは、この絵画において単一の光源による光の効果を開拓している。老人の右手は前景に強い陰を生み出し、眼鏡は細い線を彼の顔に映し出している。財布の紐が形作る不安定な陰影は、財布の下に横たわる書物のなめし革の装丁に鑑賞者の注意を向ける。外套の縁飾り、眼鏡の縁、鼻の先端などは、寸分の違いもない正確なハイライトを施されている。
本作に静物を描き込んでいるのは、的を得た着想である。静物画は、しばしば「現世の富」の虚しさについての瞑想を主題としているからである。画面の金持ちの老人は、自分を取り囲む「世俗的静物」の儚さに気づいていない。たとえば、秤は貪欲を示すだけでなく、神のもとにおける「最後の審判」の象徴でもある。
レンブラントは、「貪欲についての瞑想」という絵画の主題、およびロウソクというモティーフ双方をヘンドリック・テル・ブルッヘンを初めとするユトレヒトのカラヴァッジスティ (イタリア・バロック絵画の巨匠カラヴァッジョの追随者) の絵画から学んだ。老人、眼鏡による光の屈折、強烈なキアロスクーロ、モノクローム調の色彩などは、すべてカラヴァッジョ派の絵画に由来している (以下の関連作品を参照)。

## 関連作品

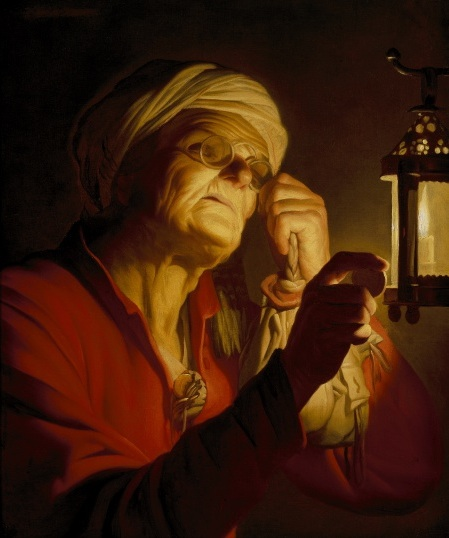
ヘラルト・ファン・ホントホルスト 『硬貨を見つめる老女』 1623–1624年。おそらく、レンブラントに影響を与えている。
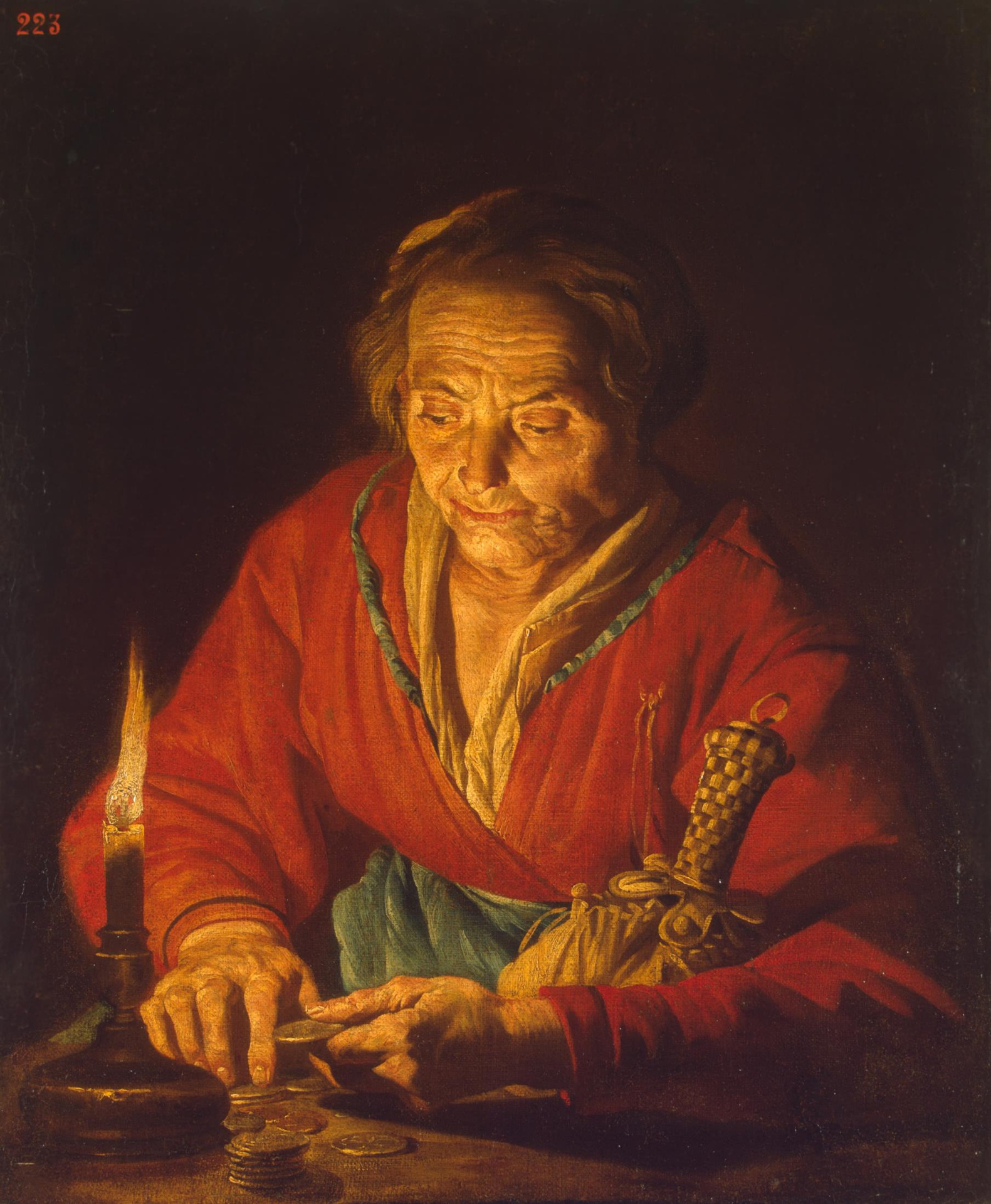
マティアス・ストーム 『ロウソクの火の側の老女』1630–1640年。レンブラントの作品と多くの類似した要素がある。
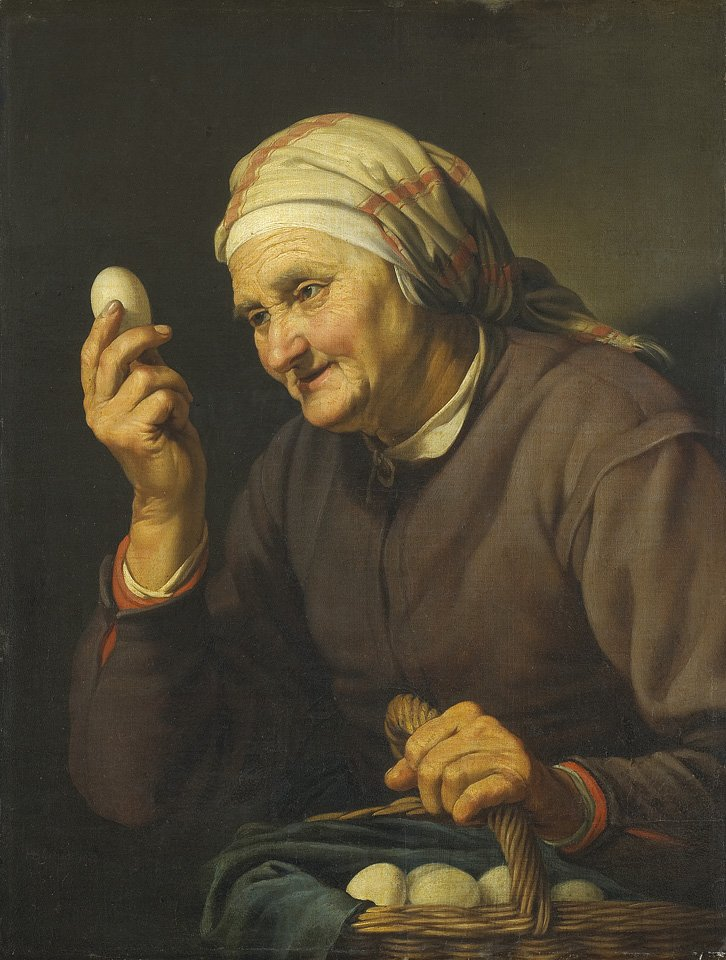
ヘンドリック・ブルーマールト  『卵を売る女』1632年。レンブラントの作品と比較できる構図。